# Gulosio
Il gulosio è un esoso, epimero sul C3 del galattosio. È un monosaccaride estremamente raro, sebbene sia stato rinvenuto nei archaea, bacteria ed eucarioti.
Solubile in acqua mentre è solo leggermente solubile in metanolo. Esiste sia nella conformazione destrogira che levogira. Entrambe le forme non sono fermentabili dai lieviti.